# Provincia di Arani
Arani (in lingua quechua Jarani o Jallmani) è una provincia del dipartimento di Cochabamba, nella parte centrale della Bolivia. Il capoluogo è Arani, chiamata "terra del pane e del vento".
Secondo il censimento 2001, conta una popolazione di 24.053 abitanti.

## Posizione
Confina al nord con la provincia di Tiraque, a sud con la provincia di Mizque, a ovest con la provincia di Punata a est con la provincia di Carrasco.
La provincia di Arani si sviluppa su altitudini comprese tra 2.500 e 3.800 metri sopra il livello del mare. Nel territorio di Vacas si trova il lago Parququcha.

## Geografia antropica

### Suddivisioni amministrative
La Provincia comprende 2 comuni:
- Arani
- Vacas